# ロナウド
- ロナウド
- ホナウド

ロナウド（Ronaldo）こと、ロナウド・ルイス・ナザーリオ・デ・リマ（Ronaldo Luís Nazário de Lima、ブラジルポルトガル語発音: [ʁoˈnawdu ˈlwis nɐˈzaɾju dʒi ˈɫĩmɐ]; 1976年9月22日 - ）は、ブラジルの実業家、元サッカー選手。現役時代のポジションはフォワード。元ブラジル代表。
ブラジル代表の一員として4度FIFAワールドカップ（1994年アメリカ大会（出場機会なし）、1998年フランス大会、2002年日韓大会、2006年ドイツ大会）に出場。MVPに選ばれたフランス大会では準優勝、得点王になった日韓大会では優勝に貢献した。元W杯通算歴代最多得点記録保持者（15得点）。ブラジル代表通算62得点は79得点のネイマール、77得点のペレに次ぐ第3位。FIFA最優秀選手賞を3度、バロンドールを2度受賞するなどの成功を収めた。
貧しい暮らしの中で育ったロナウドは、2000年から国連開発計画（UNDP）の親善大使を務める。レアル・マドリード時代のチームメイトであり同じくUNDP親善大使であるジネディーヌ・ジダンとともに、貧困撲滅キャンペーンへの協力とチャリティマッチを開催している。この経緯から公共広告機構（現：ACジャパン）のCMに出演をした。
自身の引退後、同じ「ロナウド」であるクリスティアーノ・ロナウドの知名度が上昇したため、区別をつけるために報道では「ロナウド・ナザリオ」と呼称されることも増えた。

## クラブ経歴

### ブラジル時代
1976年9月18日（出生登録が遅れ戸籍上は9月22日）、リオデジャネイロ郊外のイタグアイの診療所に生まれた。貧困街で育ったロナウドは、路上で裸足でサッカーを始めた。幼少の頃の憧れの選手はジーコだった。ロナウドの噂を聞いたジャイルジーニョが訪れ試合を観戦したが、その試合で大活躍したロナウドの利き足が左右どちらなのか最後まで分からなかったという。

16歳でミナスジェライス州の強豪クルゼイロECに加入。ブラジル全国選手権で13試合出場12得点を記録した。ミナスジェライス州選手権では、最大のライバルアトレチコ・ミネイロとの一戦ではハットトリックを決め、3-1の勝利と優勝に貢献した。また、チーム初のコパ・ド・ブラジル優勝にも貢献したのだった。1994年クルゼイロECの一員として来日。ジュビロ磐田とのプレシーズンマッチに出場しハットトリックを達成した。

### 欧州時代

#### PSV
1994年、プロ入り後わずか1年でブラジルを離れ、オランダのPSVアイントホーフェンに60万ドルで移籍。1年目から30得点を挙げる活躍をみせ、在籍2シーズンで公式戦通算57試合出場55得点（うちリーグ戦通算46試合出場42得点）を記録した。1996年にはKNVBカップ優勝に貢献した。

#### FCバルセロナ
オランダでの活躍が認められ、1996年にスペインのFCバルセロナへ移籍した。移籍金は1700万ドル。バルセロナには1シーズンしか在籍しなかったが、UEFAカップウィナーズカップ、スペイン国王杯の優勝に貢献した。スーペルコパ・デ・エスパーニャのアトレチコ・マドリード戦で移籍後初ゴールを含む2ゴールを決めて優勝に貢献すると、第3節のラシン・サンタンデール戦でラリーガ初ゴール、シーズン中は3度ハットトリックを決めるなど、リーグ戦では37試合出場34得点を記録し、リーガ得点王に輝いた。コンポステーラ戦で約60メートルをドリブルで次々とディフェンダーを交わしながら決めたゴールはナイキ社のCMにも使用され、知名度が飛躍的に上がるきっかけとなった。FCバルセロナに所属していた当時、「攻撃の戦術を持たない監督」として批判されていたボビー・ロブソン監督は「私の戦術はロナウドだ」と語っている。

#### インテル・ミラノ
シーズン末には契約更新の書類にサインしたが、休暇でブラジルへ戻った後にバルセロナから契約延長はできないと告げられ、1997-98シーズンオフに1900万ポンドという当時史上最高額となる移籍金でイタリアのインテル・ミラノへ移籍。UEFAカップ決勝のSSラツィオ戦でゴールを決め、タイトル獲得に貢献した。リーグ戦では第2節のボローニャ戦でセリエA初ゴール、第21節のレッチェ戦ではハットトリックを決めるなど、移籍初年度トータルで34ゴール(リーグ戦では25ゴール)を挙げ、インテルの選手としての年間最多ゴールを更新した。また同リーグにおいて1年目の外国人選手によるものとしての最多ゴール記録を樹立した。この記録は未だに破られていない。史上最年少でのバロンドール受賞や二年連続でFIFA最優秀選手賞を受賞し、現地のマスコミによって「イル・フェノーメノ（超常現象）」と渾名されるなど、選手として全盛期であった。
しかし、1999年11月21日のUSレッチェ戦で右膝靭帯部分損傷の大怪我を負い、手術とリハビリのため長期の欠場を余儀なくされる。翌2000年4月12日のコッパ・イタリア決勝のSSラツィオ戦で復帰するが、再び同じ個所を今度は断裂し、僅か7分間でピッチを去
った。その後、20ヵ月間に及ぶリハビリの末、2002 FIFAワールドカップを控えた2001-02シーズン終盤のブレシア戦で復帰すると、チームを救う2ゴールをあげる。その後も10試合の出場ながら7ゴールを挙げた。日韓ワールドカップの活躍で力を取り戻したことを証明したロナウドは、2002-03シーズン開幕前に当時監督だったエクトル・クーペルとの確執もあり移籍を希望した。長期にわたる離脱にもかかわらずサポートしてきたインテルサポーターはこの発言を「裏切り」と受け止め激怒しブラジルから到着するロナウドへの抗議のためマルペンサ空港に集結し混乱を避けるため空港の裏口からロナウドが脱出するという騒動に発展した。

#### レアル・マドリード

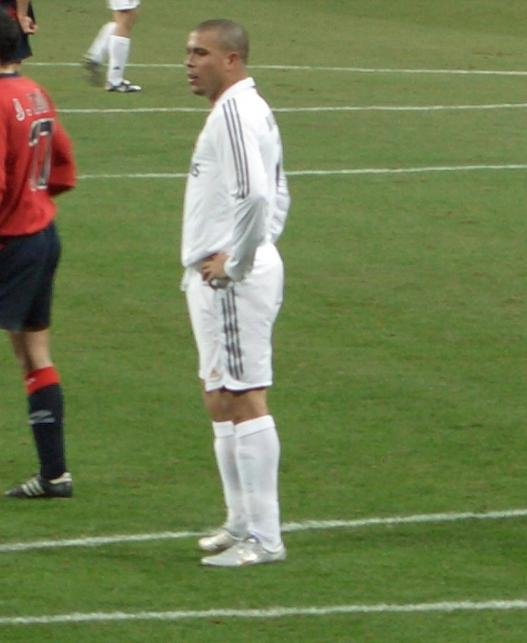
レアル・マドリード時代のロナウド（2005年）

同胞でもあるロベルト・カルロスの存在もあり 3900万ドルでスペインのレアル・マドリードに移籍した。怪我のためデビューは3ヶ月ほど遅れたが、デビュー戦のデポルティーボ・アラベス戦では途中出場して1分もしないうちにボレーシュートを決め、スティーブ・マクマナマンのパスを流し込みいきなり2ゴールをあげている。優勝が掛かった最終節のアスレティック・ビルバオ戦でも2得点の活躍をするなどリーグ戦23得点の活躍でリーグ制覇に貢献した。UEFAチャンピオンズリーグにおいても、準々決勝のマンチェスター・ユナイテッド戦ではオールド・トラッフォードでハットトリックを記録し、相手サポーターからスタンディングオベーションを受けた。ロナウドは後に、自身のベストシーズンとして2002-03シーズンを挙げている。ブラジルの5度目のワールドカップ制覇に貢献したことも評価され、2002年暮に3度目のFIFA最優秀選手賞を、2度目のバロンドールを受賞している。
移籍初年度は背番号11をつけていたが、2年目以降はフェルナンド・モリエンテスがASモナコへレンタル移籍したことによって空き番となった9番を背負ってプレーした。2003-04シーズン以降クラブの守備的選手が次々と放出されるが、それでも得点を重ね自身の好成績は保ち、2003-04シーズンはクラブタイトルはスーペルコパのみに終わったもののロナウドはピチーチ賞を受賞した。しかし、クラブはスーペルコパを最後にしばらく無冠が続き、不安定なチームバランスの中で運動量豊富な選手を横目にほとんど運動量のないロナウドは得点できない試合では批判が集中することも多くなり、度々メディアからワースト選手候補として取り上げられた。また、2005年にロナウドのゴール後にロベルト・カルロス、ロビーニョ、ジュリオ・バチスタらブラジル人選手らと行ったゴキブリやカンガルーのゴールパフォーマンスは、相手監督やメディアだけでなくレアル・マドリードのファンやチームメイトからも批判の対象になった。
レアル・マドリードでの晩年は、チームメートからも試合中に激怒されたり、試合後に「やる気のない選手は出て行った方がいい。」などとコメントされることもあり、ファンからは「ピッチの上でキノコ狩りでもしているんだろう。」という強烈な皮肉を言われることもあった。ロナウドもまた、ブーイングを浴びせるサンティアゴ・ベルナベウの観客に対し、「まるでアウェイでの試合みたいだ」と心情を吐露した。
2005年、クラブの外国人枠を空けるためにスペイン国籍を取得。2006年、ファビオ・カペッロがレアル・マドリードの監督に就任すると、年齢や太りすぎによる運動量の低下、ルート・ファン・ニステルローイの加入などから構想から外され出場機会が激減。本人も移籍を希望するようになる。

#### ACミラン
シーズン途中の2007年1月30日、アンドリー・シェフチェンコの放出でストライカーを探していたACミランに、移籍金750万ユーロ、1年半の契約で移籍した。ACミランとの契約に関し、ライバルクラブでありロナウドの古巣であるインテルのマッシモ・モラッティ会長が「不快である」とコメントした。
ロナウドのACミラン移籍時、チームの状態は悪かった。しかし彼の加入後から状況は好転に向かい順位上昇、シーズン途中での加入ながらリーグ戦では7ゴールを決め、一時は危ぶまれていたチャンピオンズリーグ出場権獲得を果たしたが、既にレアル・マドリードでチャンピオンズリーグに出場していたためミランでのチャンピオンズリーグ出場は出来なかった。ミランでの成績は数字上は目立ったものではなかったが、チームのエースであるカカの負担がロナウドの加入により軽減されたこと、ロナウドという存在が、憂慮なく主力メンバーをチャンピオンズリーグに投入出来るチーム状況を作った事などから、間接的にチャンピオンズリーグでの戦いに貢献したと評する声もある。

### ブラジル復帰

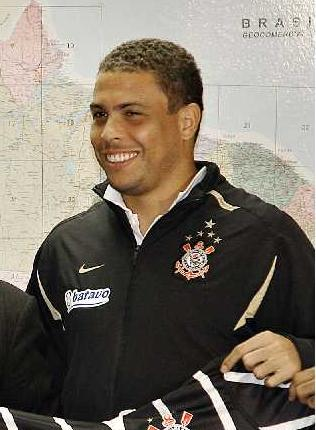
コリンチャンスに加入したロナウド（2009年）

2008年のシーズンオフ、契約満了にともないACミランを退団。その後ブラジルのフラメンゴでリハビリや練習を続けていたが、2008年12月、コリンチャンスに加入した。3月4日のコパ・ド・ブラジルで約1年ぶりに実戦復帰し、3月8日のサンパウロ州選手権・パルメイラス戦で約14ヶ月ぶりの得点を挙げた。復帰戦では、試合後に報道マイクが右目に当たって腫れるハプニングがあった。
2010年に、2011年シーズンを最後に、引退することを表明していたが、2011年2月14日、記者会見にて、甲状腺に問題を抱えていたことを明らかにし、体力の限界を理由に現役から退くことを表明した。現役終盤に肥満を批判されたことには「これは言っておきたい」と引退4年前に甲状腺機能低下症が判明したことを告白。代謝低下で体重のコントロールが困難だったことを明かし「ドーピングになるため薬を摂取できなかった」と涙ながらに訴えた。

## 代表経歴

### ブラジル代表
ブラジル代表としては1994年にレシフェで行われたアルゼンチンとの親善試合において17歳で代表デビューを飾った。同年6月のFIFAワールドカップ・アメリカ大会代表にもチーム最年少で選出され、ブラジルは24年ぶりにW杯で優勝したが、出場機会は無かった。
ブラジル五輪代表として1996年アトランタオリンピックに出場（登録名はロナウジーニョ）、グループリーグではハンガリー戦でチーム初得点をあげたのを皮切りに、ナイジェリア戦では決勝トーナメント進出を決めた得点など、5得点をあげる。ロナウドを始め、ジーダ、ロベルト・カルロス、ベベット、リバウドらを擁し、優勝候補の筆頭と目されたが、準決勝で大会を制したナイジェリアに敗れ敗退。当時のロナウドは試合後半に投入されるスーパーサブであり、日本では「マイアミの奇跡」として知られる日本戦でもサヴィオと交代で途中出場している。
1998年のFIFAワールドカップ・フランス大会にはロマーリオとの新旧2トップ（RoRoコンビ）で出場する予定だったが、ロマーリオの直前リタイアによりエースの責任を背負うことになった。4得点を挙げ決勝進出に導いたが、決勝戦前日に胃痙攣に襲われて病院に担ぎ込まれ、一時は出場が危ぶまれた。試合に出場することはできたが満足なプレーが出来ず、開催国のフランスに0-3で敗れ、優勝を逃す。しかし、同大会を通じての活躍によりMVPに選ばれた。
2002年のFIFAワールドカップ・日韓大会は膝の怪我から復帰直後のためコンディションが不安視された。しかし、大会が開幕するとリバウド、ロナウジーニョと"3R"と呼ばれる攻撃トリオを組み、グループリーグから得点を量産。準々決勝のイングランド戦以外の全試合で得点をあげ、8得点を挙げ得点王に輝くと共に、ブラジルの5度目のワールドカップ制覇に貢献した。準決勝トルコ戦ではフットサル張りのトーキックで決勝点を決め、決勝のドイツ戦では2得点を決める活躍であった。このゴールによってワールドカップ通算得点をペレと並んで12点とし、大会の表彰式ではペレと抱擁を交わした。
2006年のFIFAワールドカップ・ドイツ大会ではロナウジーニョ、カカ、アドリアーノと共に「カルテット・マジコ（魔法のカルテット）」と呼ばれる。体重の増加や、グループリーグ第1戦、第2戦における低調なパフォーマンスもあって批判されたが、監督のカルロス・アルベルト・パレイラは一貫してロナウドを起用し続けた。グループリーグ第3戦の日本戦で2得点を挙げて批判を沈静化させると、決勝トーナメント1回戦ガーナ戦でW杯通算15得点目となるゴールを挙げ、ゲルト・ミュラー（西ドイツ）が残した14得点の大会得点記録を更新した。しかし、準々決勝のフランス戦では0-1で敗れた。
ドイツW杯後は、ブラジル代表の元主将のドゥンガが代表監督に就任したが、同監督の構想から外れ、以後は代表に招集されなかった。一時は2010 FIFAワールドカップでの現役引退を希望していたが、叶うことはなかった。

#### FIFAワールドカップでの得点
| #   | 日付          | 会場                                              | 対戦チーム     | スコア | 結果  | 大会               | ラウンド       |
| --- | ------------- | ------------------------------------------------- | -------------- | ------ | ----- | ------------------ | -------------- |
| 1.  | 1998年6月16日 | スタッド・ドゥ・ラ・ボージョワール（ ナント）     | モロッコ       | 1 - 0  | 3 - 0 | 1998年フランス大会 | グループリーグ |
| 2.  | 1998年6月27日 | パルク・デ・プランス（ パリ）                     | チリ           | 3 - 0  | 4 - 1 | 1998年フランス大会 | 1回戦          |
| 3.  | 1998年6月27日 | パルク・デ・プランス（ パリ）                     | チリ           | 4 - 1  | 4 - 1 | 1998年フランス大会 | 1回戦          |
| 4.  | 1998年7月7日  | スタッド・ヴェロドローム（ マルセイユ）           | オランダ       | 1 - 0  | 1 - 1 | 1998年フランス大会 | 準決勝         |
| 5.  | 2002年6月3日  | 蔚山文殊サッカー競技場（ 蔚山）                   | トルコ         | 1 - 1  | 2 - 1 | 2002年日韓大会     | グループリーグ |
| 6.  | 2002年6月8日  | 済州ワールドカップ競技場（ 西帰浦）               | 中華人民共和国 | 4 - 0  | 4 - 0 | 2002年日韓大会     | グループリーグ |
| 7.  | 2002年6月13日 | 水原ワールドカップ競技場（ 水原）                 | コスタリカ     | 0 - 1  | 2 - 5 | 2002年日韓大会     | グループリーグ |
| 8.  | 2002年6月13日 | 水原ワールドカップ競技場（ 水原）                 | コスタリカ     | 0 - 2  | 2 - 5 | 2002年日韓大会     | グループリーグ |
| 9.  | 2002年6月17日 | 神戸ウイングスタジアム（ 神戸）                   | ベルギー       | 2 - 0  | 2 - 0 | 2002年日韓大会     | 1回戦          |
| 10. | 2002年6月26日 | 埼玉スタジアム2002（ さいたま）                   | トルコ         | 1 - 0  | 1 - 0 | 2002年日韓大会     | 準決勝         |
| 11. | 2002年6月30日 | 横浜国際総合競技場（ 横浜）                       | ドイツ         | 0 - 1  | 0 - 2 | 2002年日韓大会     | 決勝           |
| 12. | 2002年6月30日 | 横浜国際総合競技場（ 横浜）                       | ドイツ         | 0 - 2  | 0 - 2 | 2002年日韓大会     | 決勝           |
| 13. | 2006年6月22日 | ヴェストファーレンシュタディオン（ ドルトムント） | 日本           | 1 - 1  | 1 - 4 | 2006年ドイツ大会   | グループリーグ |
| 14. | 2006年6月22日 | ヴェストファーレンシュタディオン（ ドルトムント） | 日本           | 1 - 4  | 1 - 4 | 2006年ドイツ大会   | グループリーグ |
| 15. | 2006年6月26日 | ヴェストファーレンシュタディオン（ ドルトムント） | ガーナ         | 1 - 0  | 3 - 0 | 2006年ドイツ大会   | 1回戦          |

## 現役引退後

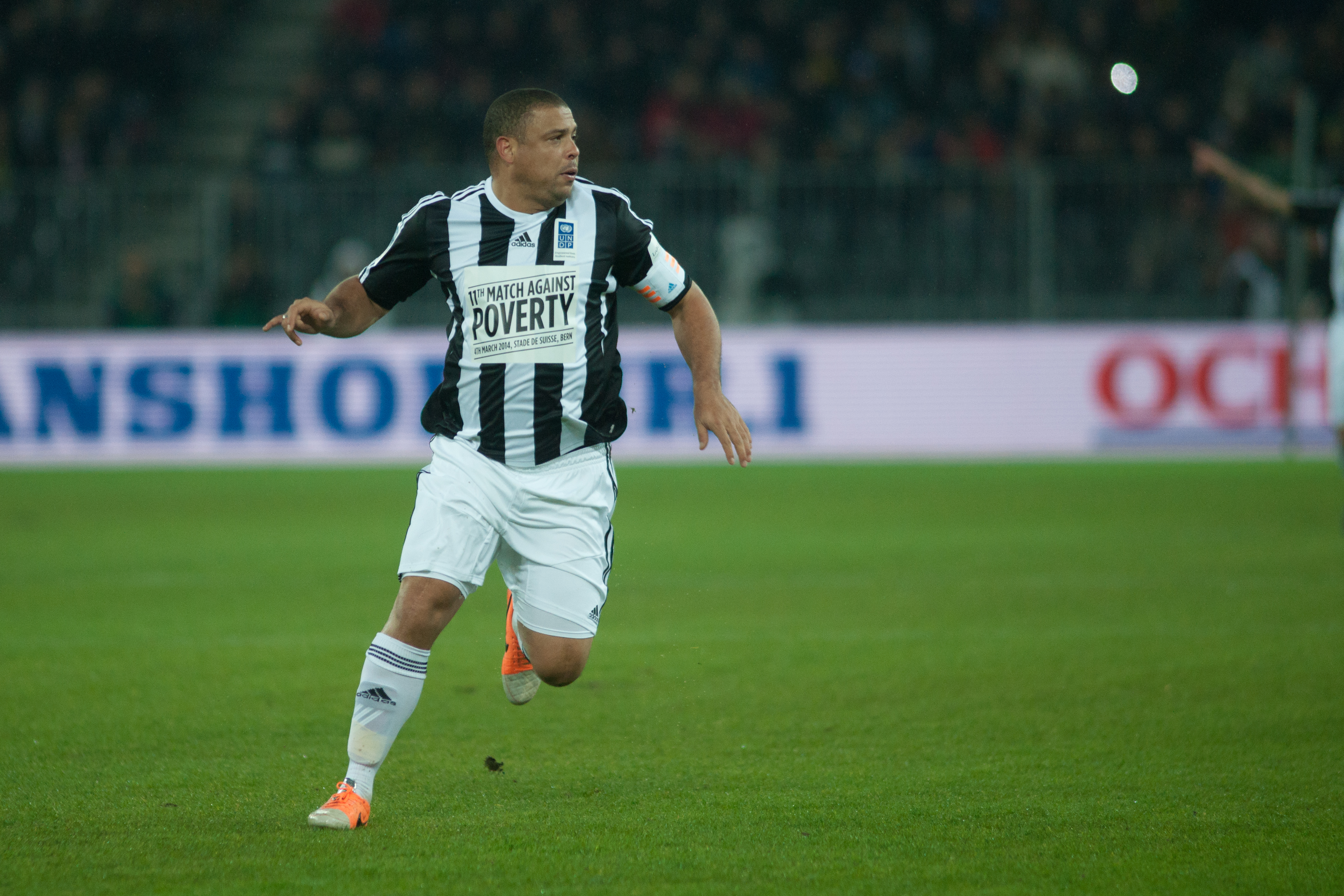
チャリティマッチでのロナウド（2014年）

引退後は代理人事務所やスペインにスポーツマーケティング会社を設立して、代理人として活動すると同時にTV解説者や映画出演の仕事も受けている。2011年6月7日、国際親善試合のブラジル対ルーマニア戦がロナウドの引退試合として行なわれ、ロナウドは前半30分から15分間ピッチに立った。
2011年、2014年ブラジルW杯組織委員会理事に就任。
2014年12月、北米サッカーリーグのフォートローダーデイル・ストライカーズの共同オーナーに就任した。
2016年、レアル・マドリードにてアドバイザー兼グローバル大使（南米地区）に就任した。
2018年8月、3000万ユーロ（約40億円）を費やしてレアル・バリャドリードの株式51パーセントを取得し、クラブを買収したことが発表された。
2021年12月、自身の古巣であるブラジル2部:クルゼイロECの買収に合意したことを発表した。クルゼイロは2019年にクラブ史上初の2部降格の憂き目に遭い、約10億レアル（約200億円）以上の負債を抱えているとされるが、ロナウドは約4億レアル（約80億円）でクラブ株式の90％を取得、古巣の再建に乗り出すと報じられている。

## 人物

### 名前の表記・読み
出産に立ち会った医師、および代父に決まっていた友人の名をとって「ロナウド」と名付けられた。また、リオデジャネイロの戸籍では7730人目のロナウド・ルイス・ナザリオ・デ・リマであった。
“Ronaldo”は、日本では「ロナウド」と表記・呼称されることが多いが、これはイベリアポルトガル語（ポルトガル本国で話されるポルトガル語）読みとブラジルポルトガル語（ポルトガル語のブラジル方言）読みが混同されたものである。ブラジルは国土が広いため地域によって差異があるが、一般的なブラジルポルトガル語では“R”の発音はラ行ではなく無声軟口蓋摩擦音（音声上は日本語のハ行に近い）で発音される地域が多い。したがって彼の出身であるリオデジャネイロ州における発音に準ずれば「ホナウド」、イベリアポルトガル語読みに準ずれば「ロナルド」となる。
なお、デビューしてしばらくの間は「小さなロナウド」という意味の愛称（アペリード）で、 ｢ロナウジーニョ｣と呼ばれていた。1996年アトランタオリンピックにブラジル代表として出場したときも、登録名称はロナウジーニョだった。なお、俗にマイアミの奇跡と呼ばれる同大会の日本戦にも途中出場している。

### 家族
1999年4月にサッカー選手でモデルのミレーネ・ドミンゲスと結婚。翌年4月には長男（ロナウド・ナザリオ・デ・リマ）が生まれるが、2003年9月に離婚した。その後、2005年にモデルのダニエラ・シカレリと再婚するも、わずか3カ月で離婚。その後、2008年にマリア・ベアトリス・アントニーと3度目となる再婚、二女（ソフィア、アリス）を儲けるも2012年12月に4年間の結婚生活に終止符を打った。翌2013年12月にはDJのパウラ・モライスとの婚約を公表するも、結婚する前の2014年中には破局したと報じられている。
またレアル・マドリード在籍時代の2004年の日本遠征中に日系ブラジル人のミケーレ・ウメズという女性との間にアレックス・ウメズが誕生しており、2010年に認知している。
長男のロナウド・デ・リマもサッカー選手となり、2017年にはブラジルU-18代表に選出されている。
2023年に3度目の結婚をする。

### 怪我との戦い
インテル時代の1999年、レッチェ戦で右膝十字靭帯を損傷。翌2000年に、リハビリののち復帰した直後のSSラツィオ戦で、ドリブル中に再び同じ箇所を完全に断裂するという悪夢のような出来事に見舞われた。ロナウドと対峙していた元ポルトガル代表DFフェルナンド・コウトは、ロナウドが転倒した直後に深刻さを悟り、すぐにピッチ外にいる救急スタッフを要請する仕草をした。このような怪我は膝を特に駆使するスキーやバレーボールの選手に多く、外部から局所的に強い衝撃が加わらない限りサッカー選手に起こるのは稀とされており、一説にはロナウドの地を蹴るパワーが強すぎて起こってしまったのではないかと言われている。一時は現役引退も囁かれたが、1年半以上に及ぶ長いリハビリの末に2002年に復帰し、2002年ワールドカップにおいて、8得点で得点王になりブラジルの優勝に貢献し復活を果たした。

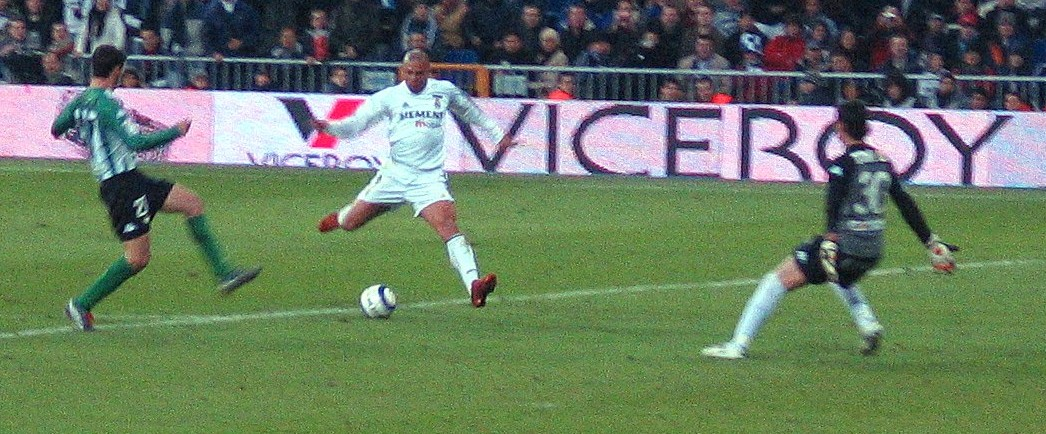
シュートを放つロナウド（2005年）

復帰後はリハビリで膝の筋肉を鍛えたため体重が増加した。一時は100kgを越える体重を記録したこともあった。しかし、足元のテクニックは相変わらず世界でもトップクラスを誇り、シュートの決定力やゴール前での狡猾さ・冷静さが若い頃よりも増した。ロナウド自身も「走力は落ちたが、ゴール前での冷静さや状況判断は良くなっている」と述べており、その後も高いゴールへの嗅覚を発揮し多くの得点を挙げた。
2007-08シーズンはACミランでまた怪我に泣かされる。そして、最悪の事態が再び訪れることになった。2008年2月13日、セリエA・第16節延期分のリボルノ戦で右膝に続き左膝の腱を断裂という1999年､2000年と同じような症状の大怪我を負ってしまった。その後、ロナウドはミランを退団しブラジルに帰国、母国コリンチャンスでプレーした。

### 髪型・ファッション
坊主頭が印象的だが、18歳の時に当時の代理人から、見栄えを良くするためにスキンヘッドになることを勧められた。その後の活躍でブラジル国内でもロナウドを真似て坊主頭にするサポーターが増えた。ミラン加入後、ガリアーニ副会長から「髪をのばしてみたらどうか」と勧められ、少しずつ髪を伸ばしている。
2002年の日韓ワールドカップの途中に、前髪のみを三角形に残して残りの髪を全部剃るという奇抜な髪型にしたことがある（日本では、三角の前髪を海苔に見立てて「おにぎりカット」、またはドラマ『子連れ狼』の登場人物から「大五郎カット」と呼ばれた）。本人は非常に気に入っていたようだが、世界中のファン、果ては自分の息子からも「変だ」と総バッシングを受けた。が、それは自身が緊張するあまりフランス大会で活躍できなかった轍を踏むまい、そして仲間達に踏ませまい、との心遣いだった。事実、当時のキャプテンのカフーから「史上最悪の髪型だな」と揶揄されるほどだったが、セレソン全てが和む事が出来、決勝戦での勝利という最高の形に繋げる事が出来た。また、2002-2003シーズンの終盤にも再び同じ髪型にして試合に臨んだ。ちなみにこの髪型はブラジルの漫画のキャラクターがモデルである。
ロナウドのファッションについて、ある雑誌では「ベッカムの真似をしているだけ」という評価をされた。

### その他
- 趣味にF1観戦があり、ヨーロッパで開催されるレースを中心にしばしば姿を見せているほか、2005年には、この年に開幕した国別対抗チームによる自動車レース選手権A1グランプリでブラジル代表チームの共同出資者の1人として名を連ねている。その他、ゴルフを趣味としている。
- FCバルセロナとレアル・マドリード、インテルとACミランという世界的なライバル関係にあるクラブに所属したロナウドだが、本人はレアル・マドリードのファンを公言している[35]。前述のコンポステーラ戦でのゴールについても、できることならレアル・マドリードで決めたかったと語っている[36]。レアル・バリャドリードの会長となった後もフロレンティーノ・ペレスとの関係を活かし、ハビ・サンチェスやホルヘ・デ・フルートスらをレンタル移籍で獲得している[37]。

## エピソード
1999年には、当時23歳ながらワールドサッカー選出の20世紀の偉大なサッカー選手に現役最高位となる13位に選ばれた。多くのクラブやブラジル代表などでも背番号9を着用しており、代表引退後はブラジルにおける9番不足 (点取り屋の不在)が叫ばれ続けた。
現役時代に対戦したジャンルイジ・ブッフォンは最も恐ろしかった選手にクリスティアン・ヴィエリとロナウドを挙げており、同じくパオロ・マルディーニは「マラドーナほど偉大な対戦相手に出会ったことはないが、それに大きく近づいた破壊的な選手」と評している。
ゴンサロ・イグアインは「僕にとって史上最高のFWはロナウドだ」と述べ、リオネル・メッシも「僕がこれまでに見てきた中で最高のストライカー」と語っている。ズラタン・イブラヒモビッチやカリム・ベンゼマは憧れの選手としてロナウドの名前を挙げている。ジョゼ・モウリーニョも「ここ数十年ではロナウドが世界最高だ」と語っている。
ロナウジーニョは負傷により観客席から観戦したFCバルセロナ移籍後初のエル・クラシコにおいて、ロナウド交代後すぐにユニフォームをもらうためレアル・マドリードのベンチへ向かった。
ロナウド自身は自分のロールモデルとしてマルコ・ファン・バステンを挙げ、共にプレーした中で最高の選手としてジネディーヌ・ジダンを挙げている。

## 個人成績

### 国内大会
| 1993     | クルゼイロEC   |          | 1部              | 14       | 12       | 5          | 1          | 19       | 13       |
| オランダ | オランダ       | オランダ | オランダ         | リーグ戦 | リーグ戦 | リーグ杯   | リーグ杯   | 期間通算 | 期間通算 |
| 1994-95  | PSV            |          | エールディヴィジ | 32       | 30       | 1          | 2          | 33       | 32       |
| 1995-96  | PSV            | 9        | エールディヴィジ | 13       | 12       | 3          | 2          | 16       | 14       |
| スペイン | スペイン       | スペイン | スペイン         | リーグ戦 | リーグ戦 | 国王杯     | 国王杯     | 期間通算 | 期間通算 |
| 1996-97  | FCバルセロナ   | 9        | プリメーラ       | 37       | 34       | 5          | 8          | 42       | 42       |
| イタリア | イタリア       | イタリア | イタリア         | リーグ戦 | リーグ戦 | イタリア杯 | イタリア杯 | 期間通算 | 期間通算 |
| 1997-98  | インテル       | 10       | セリエA          | 32       | 25       | 4          | 3          | 36       | 28       |
| 1998-99  | インテル       | 9        | セリエA          | 19       | 14       | 3          | 0          | 22       | 14       |
| 1999-00  | インテル       | 9        | セリエA          | 7        | 3        | 1          | 0          | 8        | 3        |
| 2000-01  | インテル       | 9        | セリエA          | 0        | 0        | 0          | 0          | 0        | 0        |
| 2001-02  | インテル       | 9        | セリエA          | 10       | 7        | 1          | 0          | 11       | 7        |
| スペイン | スペイン       | スペイン | スペイン         | リーグ戦 | リーグ戦 | 国王杯     | 国王杯     | 期間通算 | 期間通算 |
| 2002-03  | R・マドリード  | 11       | プリメーラ       | 31       | 23       | 1          | 0          | 32       | 23       |
| 2003-04  | R・マドリード  | 9        | プリメーラ       | 32       | 24       | 7          | 3          | 39       | 27       |
| 2004-05  | R・マドリード  | 9        | プリメーラ       | 34       | 21       | 1          | 0          | 35       | 21       |
| 2005-06  | R・マドリード  | 9        | プリメーラ       | 23       | 14       | 2          | 1          | 25       | 15       |
| 2006-07  | R・マドリード  | 9        | プリメーラ       | 7        | 1        | 2          | 1          | 9        | 2        |
| イタリア | イタリア       | イタリア | イタリア         | リーグ戦 | リーグ戦 | イタリア杯 | イタリア杯 | 期間通算 | 期間通算 |
| 2006-07  | ACミラン       | 99       | セリエA          | 14       | 7        | 0          | 0          | 14       | 7        |
| 2007-08  | ACミラン       | 99       | セリエA          | 6        | 2        | 0          | 0          | 6        | 2        |
| ブラジル | ブラジル       | ブラジル | ブラジル         | リーグ戦 | リーグ戦 | ブラジル杯 | ブラジル杯 | 期間通算 | 期間通算 |
| 2009     | コリンチャンス | 9        | 1部              | 20       | 12       | 7          | 3          | 27       | 15       |
| 2010     | コリンチャンス | 9        | 1部              | 11       | 6        |            |            | 11       | 6        |
| 通算     | ブラジル       | ブラジル | 1部              | 45       | 30       | 12         | 4          | 57       | 34       |
| 通算     | オランダ       | オランダ | エールディヴィジ | 45       | 42       | 4          | 4          | 49       | 46       |
| 通算     | スペイン       | スペイン | プリメーラ       | 164      | 117      | 18         | 13         | 182      | 130      |
| 通算     | イタリア       | イタリア | セリエA          | 82       | 56       | 10         | 3          | 92       | 59       |
| 総通算   | 総通算         | 総通算   | 総通算           | 336      | 245      | 44         | 24         | 380      | 269      |

- 太字はリーグ最多

#### その他
- ミナスジェライス州選手権1994 : 18試合出場 22得点
- サンパウロ州選手権2009 : 10試合出場 8得点

### 国際大会
| 国際大会個人成績 | 国際大会個人成績 | 国際大会個人成績 | 国際大会個人成績   | 国際大会個人成績   |
| 年度             | クラブ           | 背番号           | 出場               | 得点               |
| CONMEBOL         | CONMEBOL         | CONMEBOL         | リベルタドーレス杯 | リベルタドーレス杯 |
| ---------------- | ---------------- | ---------------- | ------------------ | ------------------ |
| 1993             | クルゼイロEC     |                  | 12                 | 10                 |
| UEFA             | UEFA             | UEFA             | UEFA EL            | UEFA EL            |
| 1994-95          | PSV              |                  | 2                  | 3                  |
| 1995-96          | PSV              | 9                | 5                  | 6                  |
| 1997-98          | インテル         | 10               | 11                 | 6                  |
| 2001-02          | インテル         | 9                | 5                  | 0                  |
| UEFA             | UEFA             | UEFA             | UEFA CL            | UEFA CL            |
| 1998-99          | インテル         | 9                | 6                  | 1                  |
| 2002-03          | R・マドリード    | 11               | 12                 | 7                  |
| 2003-04          | R・マドリード    | 9                | 9                  | 4                  |
| 2004-05          | R・マドリード    | 9                | 10                 | 3                  |
| 2005-06          | R・マドリード    | 9                | 2                  | 0                  |
| 2006-07          | R・マドリード    | 9                | 4                  | 2                  |
| 通算             | CONMEBOL         | CONMEBOL         | 12                 | 10                 |
| 通算             | UEFA             | UEFA             | 73                 | 37                 |

※UEFAの通算成績にはUEFAカップウィナーズカップの成績も含まれる。

#### その他
- UEFAカップウィナーズカップ1996-97 : 7試合出場5得点
- トヨタ ヨーロッパ/サウスアメリカ カップ2002 : 1試合出場1得点

## 代表歴
- 1994-2011 ブラジル代表
  - 代表デビュー : 1994年3月24日 アルゼンチン代表戦
  - 1994 - ワールドカップ・アメリカ大会 : 優勝 (出場機会無し)
  - 1996 - アトランタオリンピック : 3位 (銅メダル)
  - 1997 - コパ・アメリカ : 優勝
  - 1998 - ワールドカップ・フランス大会 : 準優勝・MVP
  - 1999 - コパ・アメリカ : 優勝・得点王 (5得点)
  - 2002 - ワールドカップ・日韓大会 : 優勝・得点王 (8得点)
  - 2006 - ワールドカップ・ドイツ大会 : ベスト8

### 試合数
- 国際Aマッチ 98試合 62得点（1994年-2011年）[48][3]

| ブラジル代表 | 国際Aマッチ | 国際Aマッチ |
| 年           | 出場        | 得点        |
| ------------ | ----------- | ----------- |
| 1994         | 4           | 1           |
| 1995         | 6           | 3           |
| 1996         | 4           | 5           |
| 1997         | 20          | 15          |
| 1998         | 10          | 5           |
| 1999         | 10          | 7           |
| 2000         | 0           | 0           |
| 2001         | 0           | 0           |
| 2002         | 12          | 11          |
| 2003         | 8           | 3           |
| 2004         | 11          | 6           |
| 2005         | 5           | 1           |
| 2006         | 7           | 5           |
| 2007         | 0           | 0           |
| 2008         | 0           | 0           |
| 2009         | 0           | 0           |
| 2010         | 0           | 0           |
| 2011         | 1           | 0           |
| 通算         | 98          | 62          |

## 獲得タイトル

### クラブ
クルゼイロEC
- コパ・ド・ブラジル : 1993
- ミナスジェライス州選手権 : 1994

PSVアイントフォーヘン
- オランダ・カップ : 1995-96

FCバルセロナ
- スーペルコパ・デ・エスパーニャ : 1996
- コパ・デル・レイ : 1996-97
- UEFAカップウィナーズカップ : 1996-97

インテル
- UEFAカップ : 1997-98

レアル・マドリード
- トヨタカップ : 2002
- リーガ・エスパニョーラ : 2002-03
- スーペルコパ・デ・エスパーニャ : 2003

SCコリンチャンス・パウリスタ
- コパ・ド・ブラジル : 2009
- サンパウロ州選手権 : 2009

### 個人
- 1996 FIFA最優秀選手賞受賞、世界最優秀選手賞受賞
- 1997 ヨーロッパ・ゴールデンブーツ受賞、FIFA最優秀選手賞受賞、バロンドール受賞、世界最優秀選手賞受賞、オンズドール、ブラヴォー賞
- 1998 セリエA最優秀選手、セリエA最優秀外国人選手、ブラヴォー賞
- 2002 FIFA最優秀選手賞受賞、バロンドール受賞、世界最優秀選手賞受賞、UEFAチーム・オブ・ザ・イヤー、オンズドール
- 2004 FIFA 100
- 2006 ゴールデンフット賞受賞
- 2009 カンピオナート・パウリスタベストプレイヤー
- 2020 バロンドール・ドリームチーム

リーグ
- 1994-95 エールディヴィジ得点王 (33試合30得点・PSVアイントフォーヘン)
- 1996-97 リーガ・エスパニョーラ得点王 (ピチーチ賞) (37試合34得点・FCバルセロナ)
- 2003-04 リーガ・エスパニョーラ得点王 (ピチーチ賞) (32試合24得点・レアル・マドリード)

代表
- 1994FIFAワールドカップ（出場無し）
- 2002FIFAワールドカップ
- 1998FIFAワールドカップMVP（準優勝）
- 2002 FIFAワールドカップ 得点王 (7試合8得点)